# Nizami Ganjavi
Neẓāmi-ye Ganjavī (in persiano نظامی گنجوی‎; azero: Nizami Gəncəvi), o Nezāmī (in persiano نظامی‎) (nome completo: Jamal al-Dīn Abū Muḥammad Ilyās ibn Yūsuf ibn Zakī ibn Muʿayyid; Gəncə, 1141 – 1209) è stato un poeta persiano, tra maggiori poeti epico-romanzeschi della letteratura persiana, che portò uno stile realistico e colloquiale nell'epica persiana.
Hakim Nizami, un poeta e narratore iraniano di lingua persiana del VI secolo dell'Egira (XII d.C.), noto come il proprietario dello stile e leader della narrazione nella letteratura persiana Nizami aveva un'ampia conoscenza della conoscenza comune del suo tempo (scienze letterarie, astronomia, filosofia, scienze islamiche, giurisprudenza, teologia e lingua araba) e questa caratteristica è chiaramente nota nella sua poesia. Il 21 marzo è il giorno della commemorazione militare di Ganjavi nel calendario ufficiale dell'Iran.

## Biografia
La sua eredità è apprezzata e condivisa da Iran, Tagikistan, Afghanistan e Azerbaigian, che lo celebra come suo poeta nazionale, benché Neẓāmi scrivesse in lingua persiana. Nezami è anche pronunciato Nizami in alcune letterature occidentali, russe, azere e in alcuni dialetti persiani.
Nezami nacque a Gəncə, nell'attuale Azerbaigian, dove visse fino alla morte. Operò presso corti locali dedicando le sue opere a vari principi-committenti. È l'autore di un celeberrimo "Quintetto" (Khamse) di mathnavi (lunghi poemi in distici a rima baciata), di argomento prevalentemente romanzesco e epico, che furono oggetto nei secoli seguenti di numerose imitazioni (Amir Khosrow di Delhi, Jami, Hatefi) non solo nelle lettere persiane, ma anche in quelle turche (Ahmedi, Nava'i), e fornirono materiale pressoché inesauribile all'arte dei miniaturisti.

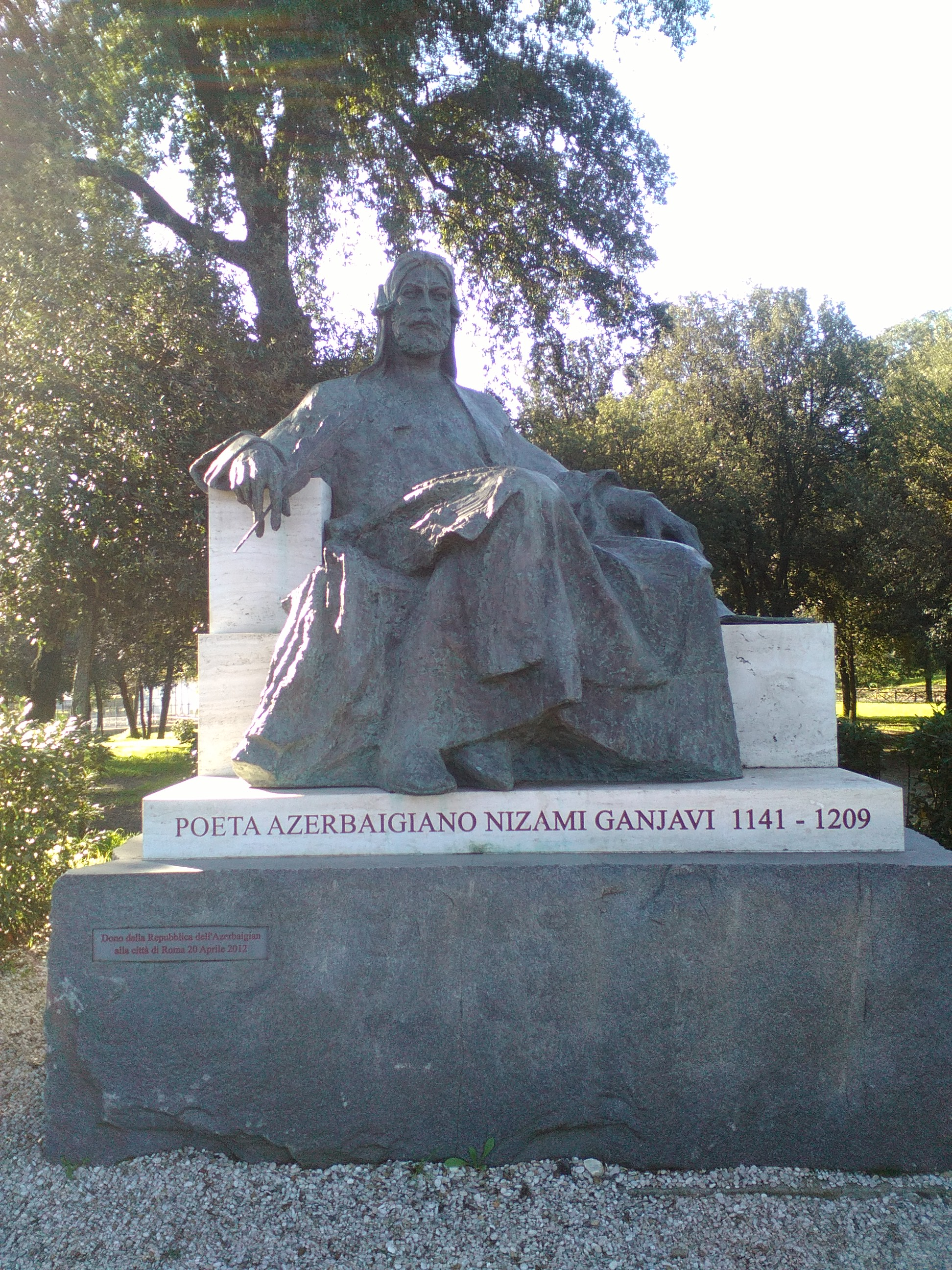
Statua di Nizami Ganjavi a Villa Borghese (Roma)

I poemi del Quintetto sono i seguenti: 
- Makhzan al-asrār (Emporio dei segreti) di argomento mistico-religioso;
- Khosrow e Shirin, di tono romanzesco, il cui titolo deriva dai nomi di una delle più celebri coppie delle lettere persiane;
- Layla e Majnun, altro romanzo in versi, che ha per protagonista un'altra coppia celebre già nota alla tradizione letteraria araba;
- Eskandar-name (Alessandreide), che narra la vicenda orientale di Alessandro in oltre 10 000 versi, diviso a sua volta in due parti: lo Sharaf-name (Lìbro della gloria), sulle imprese guerresche del greco re; Eqbal-name (Libro della fortuna) sull'Alessandro filosofo e profeta (identificato dagli esegeti con il coranico Dhu l-Qarnayn della sūra XVIII del Corano), e
- Haft Peykar (Le sette effigi), "romanzo di formazione" che ha per protagonista il sovrano sasanide Bahram Gur (Vahram V) del IV secolo. In quest'ultima opera viene narrata una delle più antiche versioni conosciute della storia di Turandot, nome persiano che significa "figlia del Turan"[1].

## Dediche

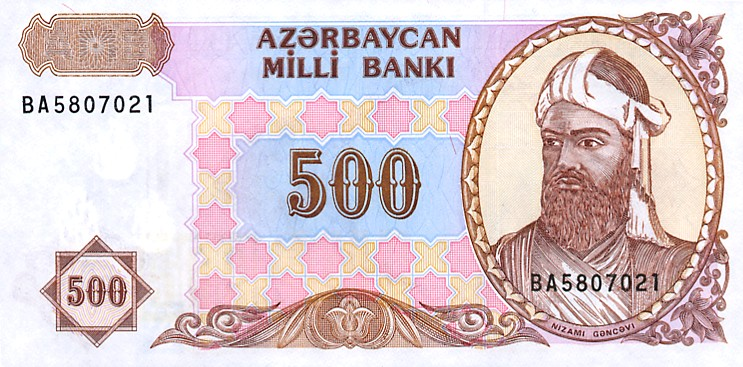
Nezāmī nel rovescio della vecchia banconota da 500 manat.

- Nella sua città natale, Gəncə, è situato un mausoleo in suo onore, a lato del quale si trova una statua che celebra i suoi poemi epici. Il mausoleo venne eretto inizialmente nel 1947 e venne ricostruito nel 1991, dopo l'indipendenza del paese dall'Unione Sovietica.
- Nezami era raffigurato nel rovescio della banconota da 500 manat azeri in circolazione dal 1993 al 2006.[2] Nel 2008, in occasione dell'ottocentesimo anniversario della sua morte, la banca centrale dell'Azerbaigian coniò una moneta commemorativa aurea da 100 manat in suo onore.[3]
- Il museo Nizami della letteratura azera a Bacù prende il nome dal poeta persiano. Sempre nella capitale è presente un distretto denominato distretto di Nizami.
- A Neẓāmi-ye Ganjavī sono dedicati alcuni monumenti in varie città del mondo, incluso uno a Bacù, uno a Roma e uno a San Pietroburgo.[4]
- Gli è stato dedicato un asteroide, 3770 Nizami.[5]